# Smartschool
Smartschool is een veelgebruikt digitaal schoolplatform in het Vlaams secundair en basisonderwijs. Het wordt ontwikkeld door de CommV Smartbit die het in 2003 lanceerde als elektronische leeromgeving (vergelijkbaar met diensten als Blackboard, Dokeos, Moodle en Sakai).
Gaandeweg is het uitgegroeid tot een platform met hulpmiddelen voor administratie, rapportering en communicatie tussen directie, leerkrachten, leerlingenbegeleiders, leerlingen en ouders. Het wordt aangeboden als dienst ("Software as a Service") en kan gebruikt worden via de browser of via bijbehorende apps (tablet, smartphone of smartwatch).

## Voornaamste onderdelen
De software bestaat uit meer dan 30 modules. Een overzicht van de belangrijkste onderdelen:
- administratieve module, inclusief elektronische communicatie met het onderwijsdepartement via Discimus. Ook de leerlingenregistratie (aan- en afwezigheden) hoort hierbij. Deze informatie kan gebruikt worden als hulpmiddel in het schoolbeleid inzake spijbelen;
- afgesloten intern communicatiesysteem op diverse niveaus met verschillende autorisaties met bijbehorende lees- en schrijfrechten;
- leerlingvolgsysteem voor begeleiding. Deze module is vaak ook toegankelijk voor het begeleidende CLB van de school;
- elektronische leeromgeving, een platform voor uitwisseling van leermiddelen en inhoud van lessen, bijvoorbeeld het opstellen van een elektronische portfolio;
- rapporteringspakket met online puntenboek voor leerkrachten, leerlingen en ouders. De gegevens van deze module kunnen dienen als basis voor de delibererende klassenraad op het einde van het schooljaar maar ook, door filtering per vak en/of per leerling, als een leerlingvolgsysteem;
- digitale schoolagenda;
- portfolio;
- jaarplanmodule;
- Smartschool Live, toegevoegd in 2020, om live afstandsonderwijs mogelijk te maken.

Daarnaast is het mogelijk om Smartschool te koppelen aan andere toepassingen zoals Google Apps en Dropbox.

## Voor- en nadelen
Smartschool bevordert het uitwisselen en verwerken van informatie allerhande binnen de schoolgemeenschap. Als specifieke voordelen worden verder genoemd: "punten kunnen niet achtergehouden of vervalst worden, scholen kunnen sneller problemen signaleren en remediëren, leerkrachten kunnen makkelijker materiaal delen, enzovoort".
Als belangrijkste nadeel wordt gewezen op de toegenomen stress, niet alleen bij leerlingen, maar ook bij leerkrachten en ouders. Een van de oorzaken is de continue stroom aan berichten en opdrachten, soms tot 's avonds laat, ook op de smartphone. Weliswaar kan dat kanaal uitgeschakeld worden, maar de druk om dit risico niet te nemen, is groot. Een ander nadeel is volgens sommigen dat de doorgedreven controle en transparantie, met onder meer plagiaatcontrole, alle "vluchtwegen" afsluit en onderdrukt, en daarmee het wantrouwen tot norm verheft.
Een bekommernis is ook dat een minderheid van leerlingen en ouders geen internet hebben, of dat de basisvaardigheden, dan wel de omstandigheden daartoe ontbreken, met name bij nieuwkomers. In elk geval pleit de Vlaamse Scholierenkoepel voor duidelijke afspraken op iedere school, waar leerlingen hun zeg in hebben. Dat is nu lang niet overal het geval.
In oktober 2024 maakte Smartschool bekend kunstmatige intelligentie (AI) te willen inzetten om voortijdig leerproblemen op te sporen, maar het initiatief leidde tot controverse.

## Onderneming
Smartschool is een handelsmerk van de commanditaire vennootschap Smartbit. In juni 2021 nam de IT-groep Cegeka een meerderheidsparticipatie in Smartschool.